# Pegesimallus hermanni
Pegesimallus hermanni là một loài ruồi trong họ Asilidae. Pegesimallus hermanni được Londt miêu tả năm 1980. Loài này phân bố ở vùng nhiệt đới châu Phi.